# Felicitas Rauch
Felicitas Rauch ([feˈliːsitas], * 30. April 1996 in Hann. Münden) ist eine deutsche Fußballspielerin. Mit dem VfL Wolfsburg gewann sie mehrmals die deutsche Meisterschaft und den Pokal. 2024 wechselte sie in die USA zu North Carolina Courage.

## Karriere

### Vereine
Felicitas Rauch wuchs in Peine-Dungelbeck auf und begann 1999 – gemeinsam mit ihrem Bruder – beim TSV Dungelbeck mit dem Fußballspielen. Von 2002 bis 2010 spielte sie beim VfB Peine, durchgehend in Jungenmannschaften. 2010 zog sie mit ihrer Familie nach Berlin, wo sie sich der Jugendabteilung von Turbine Potsdam anschloss. 2012 wurde sie mit Potsdams B-Juniorinnen nach einer 2:3-Finalniederlage gegen die TSG 1899 Hoffenheim deutsche Vizemeisterin und gehörte ab der Saison 2012/13 dem Kader der Zweitligamannschaft an.
Nachdem sie mit dieser Mannschaft in der Spielzeit 2013/14 die Meisterschaft der 2. Bundesliga Nord errungen hatte, rückte Rauch im Sommer 2014 in die erste Mannschaft auf. Am 21. September 2014 (dritter Spieltag) wurde sie beim 2:1-Erfolg gegen den 1. FFC Frankfurt in der 81. Minute für Nataša Andonova eingewechselt und feierte damit ihr Bundesligadebüt. Am 21. Februar 2019 gab Rauch in den sozialen Netzwerken bekannt, Potsdam nach neun Jahren zu verlassen. Sie unterschrieb einen Vertrag bis 2022 beim VfL Wolfsburg. Im Mai 2022 verlängert sie ihren Vertrag bis Ende Juni 2025. Nach vierjähriger Vereinszugehörigkeit wurde ihr noch bis 30. Juni 2025 gültiger Vertrag im beiderseitigen Einvernehmen vorzeitig aufgelöst, um ihr die Fortsetzung ihrer Spielerkarriere in den Vereinigten Staaten zu ermöglichen.
Am 17. Januar 2024 wurde ihre Verpflichtung auf der Website des US-amerikanischen Erstligisten North Carolina Courage öffentlich; sie erhielt einen bis Spielzeitende 2025 datierten Vertrag.

### Nationalmannschaft

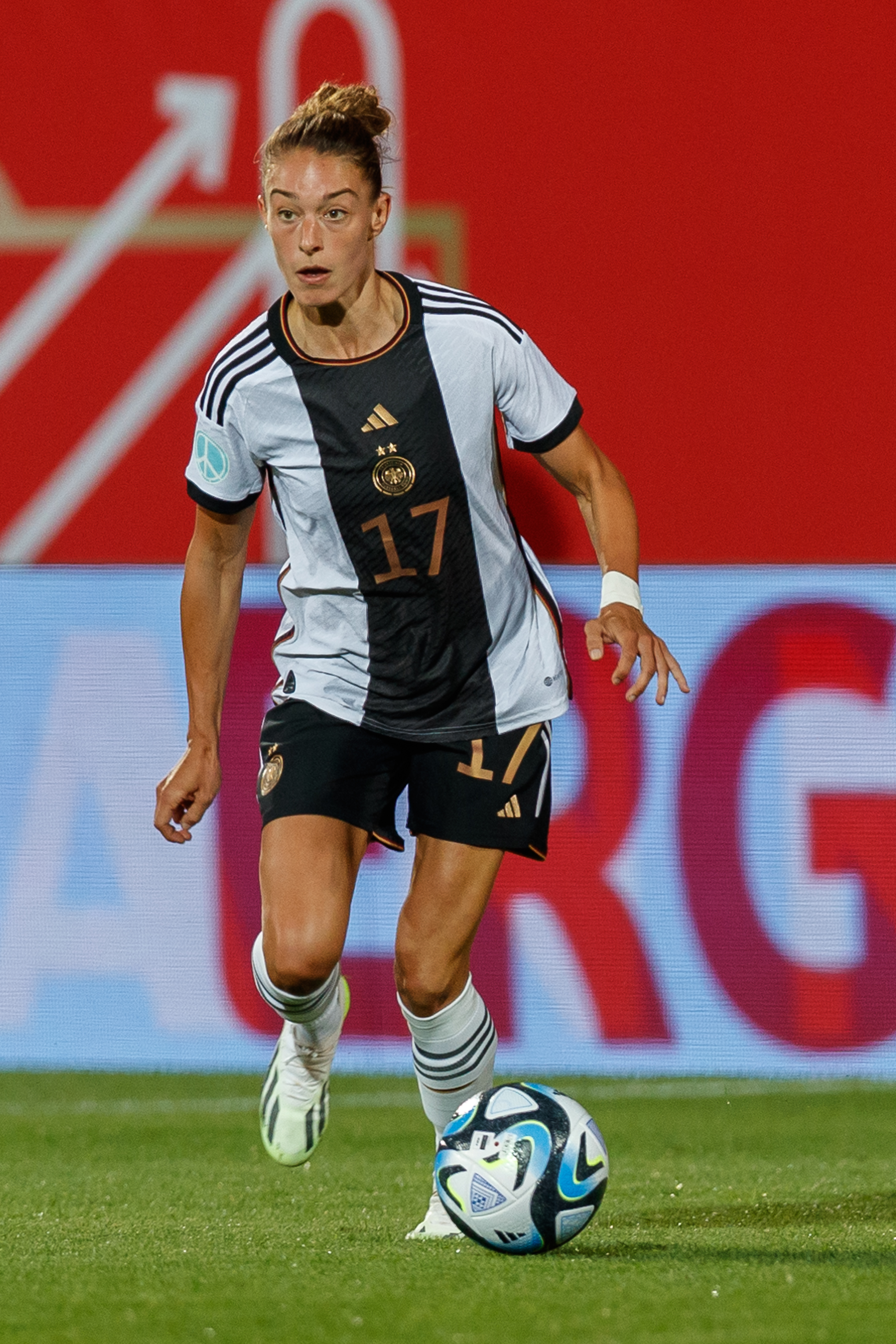
Felicitas Rauch (2023)

Felicitas Rauch debütierte 2012 für die U16-Nationalmannschaft und kam für die U17-Nationalmannschaft unter anderem im Rahmen der Qualifikation zur Europameisterschaft 2013 zum Einsatz. Nachdem sie mit der U-19-Nationalmannschaft die Qualifikation zur Endrunde der Europameisterschaft 2014 verpasst hatte, nahm sie im Sommer 2014 mit der U20-Nationalmannschaft an der vom 5. bis zum 24. August 2014 in Kanada ausgetragenen U20-Weltmeisterschaft teil. Dort bestritt sie alle sechs Turnierspiele und wurde mit dem 1:0-Sieg n. V. im Finale gegen die Auswahl Nigerias Weltmeisterin.
Am 17. November 2015 wurde sie von Bundestrainerin Silvia Neid in den Kader der A-Nationalmannschaft für das Länderspiel gegen die Nationalmannschaft Englands berufen, gegen die sie am 26. November 2015 beim torlosen Unentschieden zu ihrem ersten Einsatz kam. Ihr erstes Länderspieltor erzielte sie am 3. September 2019 in Lwiw beim 8:0-Sieg im zweiten EM-Qualifikationsspiel der Gruppe I über die Nationalmannschaft der Ukraine mit dem Treffer zum 3:0 in der 32. Minute.
Für die EM 2022 in England wurde sie von der Bundestrainerin Martina Voss-Tecklenburg in den Kader berufen. Das deutsche Team erreichte das Finale, scheiterte aber an England und wurde Vizeeuropameister. Rauch kam bei fünf Spielen zum Einsatz.
Für die WM 2023 wurde sie ebenfalls nominiert und im ersten Spiel, das mit 6:0 gegen WM-Neuling Marokko gewonnen wurde, stand sie in der Startelf. Da sich Rauch danach im Training verletzte, wurde sie durch Chantal Hagel in den beiden folgenden Spielen ersetzt. Durch eine 1:2-Niederlage gegen Kolumbien und ein 1:1 gegen Südkorea schied die deutsche Mannschaft erstmals nach der Vorrunde aus.

## Erfolge
- Finalist Europameisterschaft 2022
- Olympische Bronzemedaille 2024
- Algarve-Cup-Sieger 2020 (kampflos)
- U20-Weltmeisterin 2014
- Deutsche Meisterschaft 2020, 2022
- Deutscher Pokalsieger 2020, 2021, 2022, 2023
- Meister 2. Bundesliga Nord 2013/14 (mit Turbine Potsdam II)
- 2012 Vizemeisterin B-Juniorinnen mit Turbine Potsdam U-17
- 2011 Weltmeisterin Schulweltmeisterschaft (JtfO) mit „Friedrich-Ludwig-Jahn“ Sportschule Potsdam in Fortaleza/Brasilien

## Auszeichnungen
- Silbernes Lorbeerblatt: 2024[9]

## Privates
Im Mai 2023 zeigte Rauch sich mit ihrer Partnerin öffentlich.